# Israel Gohberg
Israel Tsudikovich Gohberg (em hebraico:  ‏‏ישראל גוכברג; em russo:  Изра́иль Цу́дикович Го́хберг; Tarutino, 23 de agosto de 1928 — 12 de outubro de 2009) foi um matemático soviético e israelense nascido na Bessarábia. Conhecido por seu trabalho em teoria dos operadores e análise funcional, em particular operadores lineares e equações integrais.

## Publicações selecionadas

### Livros
- 1986. Invariant subspaces of matrices with applications. Com Peter Lancaster e Leiba Rodman. Vol. 51. SIAM, 1986.
- 2003. Basic classes of linear operators. Com Rien Kaashoek e Seymour Goldberg. Springer, 2003.
- 2005. Convolution equations and projection methods for their solution. Izrailʹ'. Com Aronovich Felʹdman. Vol. 41. AMS Bookstore.
- 2009. Matrix polynomials. Com Peter Lancaster e Leiba Rodman. Vol. 58. SIAM, 2009.

### Artigos
- Gohberg, Israel C. e Mark Grigorʹevich Kreĭn. Introduction to the theory of linear nonselfadjoint operators in Hilbert space. Vol. 18. American Mathematical Soc., 1969.
- Gohberg, Israel e Marinus Adriaan Kaashoek. "Time varying linear systems with boundary conditions and integral operators. I. The transfer operator and its properties." Integral equations and Operator theory 7.3 (1984):325-391.
- Gohberg, S., Goldberg I. e M. A. Kaashoek. "Classes of linear operators, Volume 2." Bull. Amer. Math. Soc. 31 (1994), 236-243 DOI: doi. org/10.1090/S0273-0979-1994-00526-9 PII (1994): 0273-0979[ligação inativa].